# 9th Anniversary Show
9th Anniversary Show est un pay-per-view de catch produit par la Ring of Honor (ROH), qui était disponible uniquement en ligne. Le PPV se déroula le 26 février 2011 au Frontier Fieldhouse à Chicago Ridge, dans l'Illinois. C'était la 9e édition de Anniversary Show de l'histoire de la ROH. C'est l'un des pay-per-view majeurs de la ROH qui célèbre l'anniversaire de la fédération.

## Contexte
Les spectacles de la Ring of Honor en paiement à la séance sont constitués de matchs aux résultats prédéterminés par les scénaristes de la ROH. Ces rencontres sont justifiées par des storylines - une rivalité avec un catcheur, la plupart du temps - ou par des qualifications survenues au cours de shows précédant l'évènement. Tous les catcheurs possèdent un gimmick, c'est-à-dire qu'ils incarnent un personnage face (gentil) ou heel (méchant), qui évolue au fil des rencontres. Un pay-per-view comme Anniversay Show est donc un événement tournant pour les différentes storylines en cours.

## Résultats
| #                                                                | Matchs, | Stipulation                                                                      | Durée |
| ---------------------------------------------------------------- | --- | -------------------------------------------------------------------------------- | ----- |
| 1                                                                | Davey Richards bat Colt Cabana | Match simple                                                                     | 12:13 |
| 2                                                                | Mike Bennett (avec Bob Evans) bat Steve Corino, Kyle O'Reilly et Grizzly Redwood                                                        | Four Corners Survival match                                                      | 10:51 |
| 3                                                                | El Generico bat Michael Elgin | Match simple                                                                     | 10:33 |
| 4                                                                | Roderick Strong (c) bat Homicide | No Holds Barred match pour le ROH World Championship                             | 14:57 |
| 5                                                                | Sara Del Rey (avec Shane Hagadorn) bat MsChif                                                                                           | Match simple                                                                     | 03:57 |
| 6                                                                | Kings of Wrestling (Chris Hero & Claudio Castagnoli) (c) (avec Shane Hagadorn) battent The All-Night Express (Kenny King & Rhett Titus) | Tag team match pour les ROH World Tag Team Championship                          | 15:50 |
| 7                                                                | Christopher Daniels (c) contre Eddie Edwards s'est terminé en No Contest (1–1)                                                          | Two out of Three Falls match pour le ROH World Television Championship           | 30:00 |
| 8                                                                | The World's Greatest Tag Team (Charlie Haas & Shelton Benjamin) battent Briscoe Brothers (Jay Briscoe & Mark Briscoe)                   | Tag team match pour être challenger n°1 pour les ROH World Tag Team Championship | 22:16 |
| (c) désigne le(s) champion(s) défendant son titre dans le match. | |                                                                                  |       |